# Leopold II av Toscana
Leopold II, född 3 oktober 1797 och död 29 januari 1870, av Habsburg-Lothringen, var storhertig av Toscana från 1824 till 1859.

## Biografi
Leopold II föddes i Florens som son till Ferdinand III av Toscana och Lovisa av Bägge Sicilierna. Hans morföräldrar var Ferdinand I av Bägge Sicilierna och Maria Karolina av Österrike.
Han efterträdde sin far den 18 juni 1824. Under de första tjugo åren av sin regering ägnade han sig åt den interna utvecklingen av staten. Hans styre var det mildaste och minst reaktionära av de italienska staterna, även om han påverkades av Österrike så vägrade han att ta till de österrikiska metoderna för att styra staten. Han tillät en viss pressfrihet och lät många politiska flyktingar från andra stater att stanna ostörda i Toscana. 
Under 1840-talet spreds en oro över hela Italien. Den 9 februari 1849 utropades Toscana till republik. Den 18 februari seglade Leopold till Gaeta och Francesco Domenico Guerrazzi utropades till diktator. Många fruktade då en österrikisk invasion och ville att storhertigen återinsattes. Det skedde också i april samma år. 
Efter att ha återkommit återinförde han 1852 den gamla författningen. Den 21 juli 1859 abdikerade han till förmån för sin son, Ferdinand IV av Toscana, som dock aldrig regerade, och lämnade Toscana. Leopold bodde de sista åren i Österrike och dog i Rom.

## Giftermål och barn
Gift 16 november 1817 med Maria Anna av Sachsen (1799-1832). Hon var dotter till prins Maximilian av Sachsen och Karolina av Bourbon-Parma. Hennes morföräldrar var Ferdinand av Parma och Maria Amalia av Österrike. 
Barn:
- Ärkehertiginnan Karolina av Toscana (1822-1841).
- Ärkehertiginnan Augusta av Toscana (1825-1864). Gift med Luitpold av Bayern.
- Ärkehertiginnan Maria Maximiliane av Toscana (1827-1834).

Den 7 juni 1833, gifte Leopold sig för andra gången med Maria Antonietta av Bägge Sicilierna (1814-1898). Hon var dotter till Frans I av Bägge Sicilierna och Maria Isabella av Spanien. 
Barn:
- Ärkehertiginnan Maria Isabella av Toscana (1834-1901). Gift med sin morbror Francesco di Paola, hertig di Trapani, yngste son till Frans I av Bägge Sicilierna och Maria Isabella av Spanien.
- Ferdinand IV av Toscana (1835–1908).
- Ärkehertiginnan Maria Theresa av Toscana (1836-1838).
- Ärkehertiginnan Maria Christina av Toscana (1838-1849).
- Ärkehertig Karl Salvator av Toscana (1839-1892). Gift med Maria Immaculata av Bägge Sicilierna, dotter till Ferdinand II av Bägge Sicilierna och Maria Theresa av Österrike.
- Ärkehertiginnan Maria Anna av Toscana (1840-1841).
- Ärkehertig Rainer av Toscana (1842-1844).
- Ärkehertiginnan Maria Louisa av Toscana (1845-1917). Gift med furst Karl zu Ysenburg.
- Ärkehertig Ludwig Salvator av Toscana (1847-1915) ogift
- Ärkehertig Johann Salvator av Toscana (1852-1890 ?) rapporterad försvunnen till sjöss 1890). Det fanns spekulationer att han överlevt och levde under ett alias (Johann Orth).